# Lava

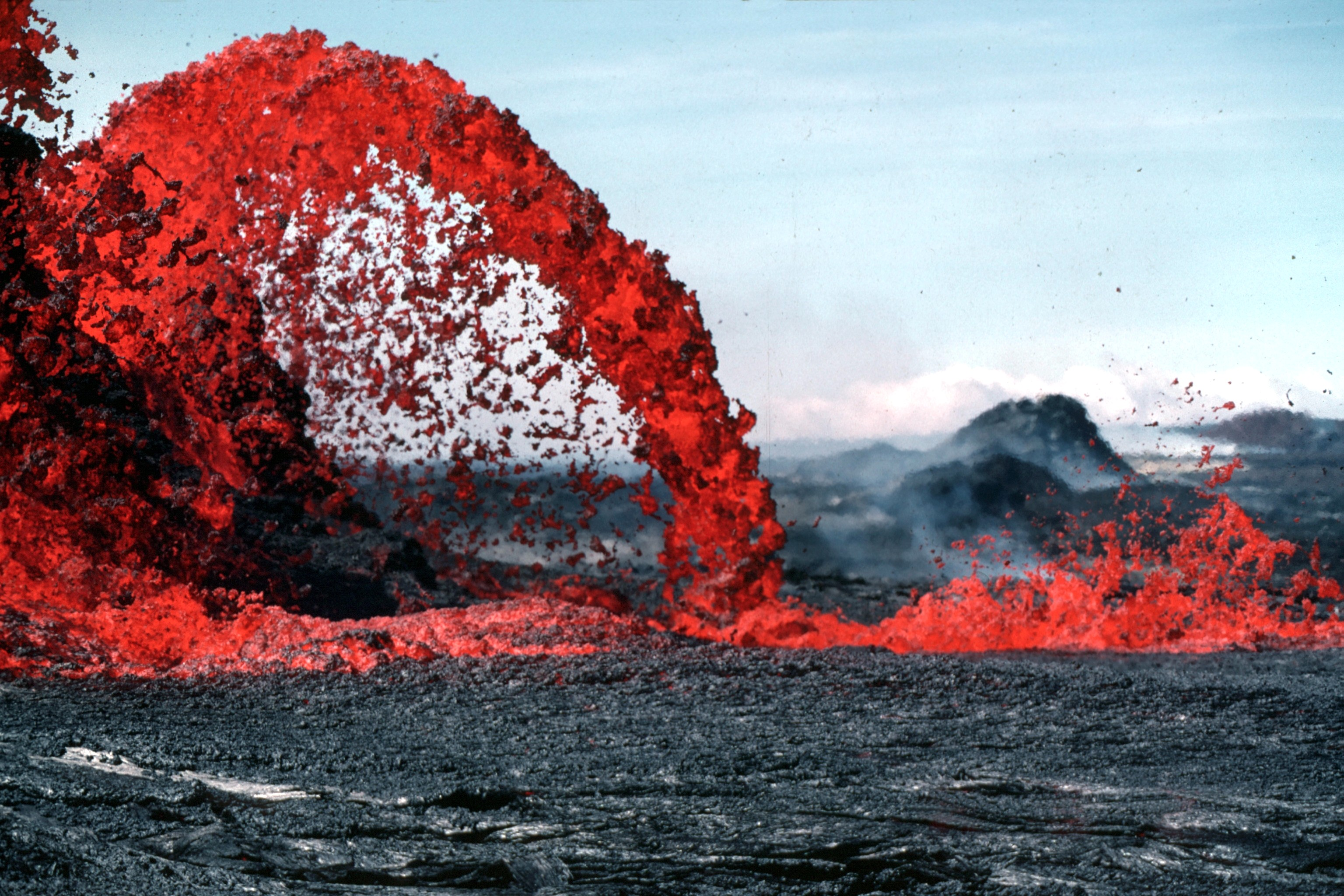
Una fontana di lava poco viscosa alta 10 metri

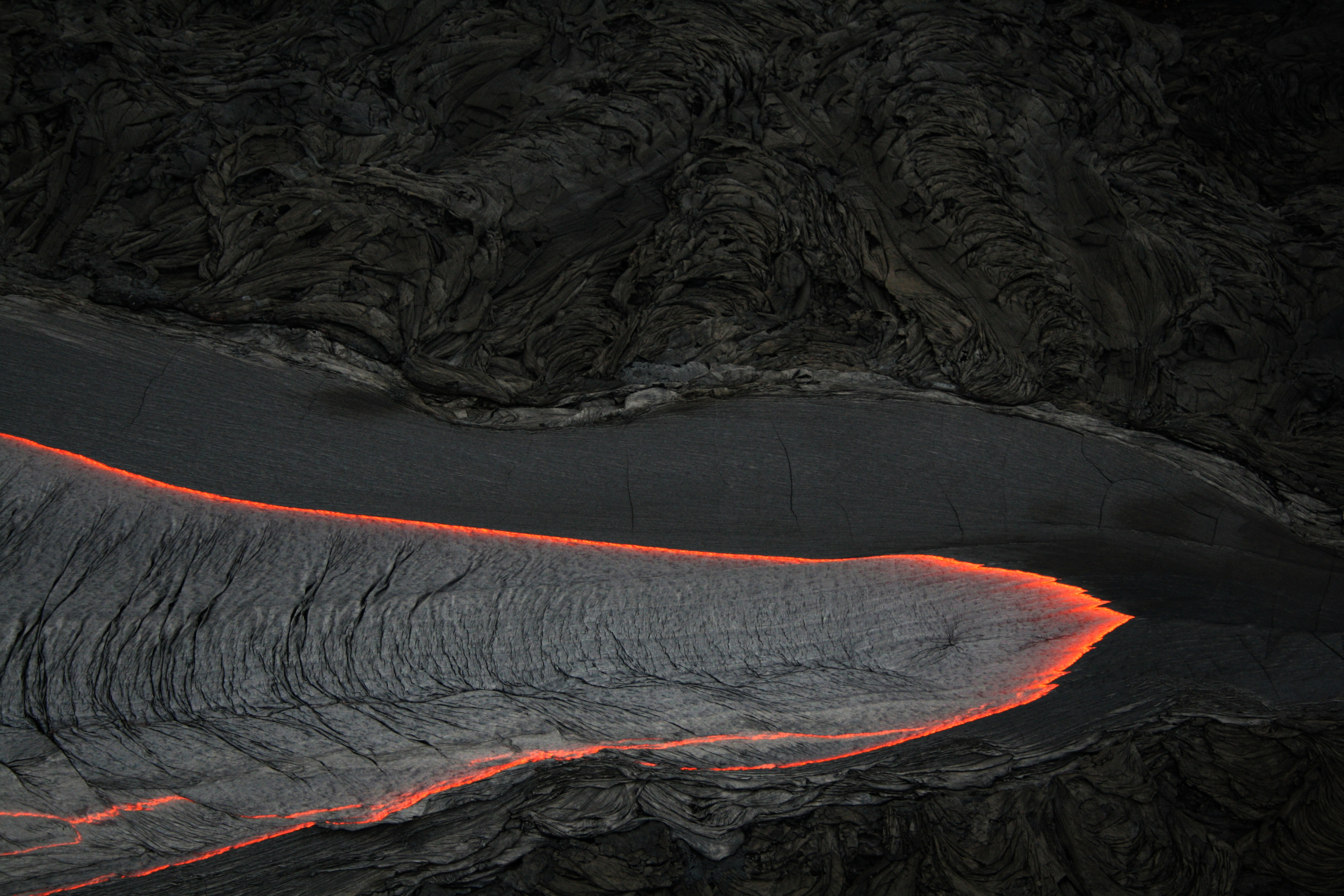
Lava a corda associata ad eruzione di tipo fissurale nell'Isola di Hawaii

Lava è il nome che viene dato al magma vulcanico dopo che ha perso i gas e gli altri componenti volatili sotto pressione che lo permeavano. Il termine "lava" si riferisce sia alla roccia allo stato fuso che fuoriesce in seguito ad una eruzione, sia alla stessa roccia una volta che si è solidificata dopo il raffreddamento.

## Descrizione
La brusca diminuzione della pressione, al passaggio in ambiente esterno alla crosta terrestre, provoca un degassamento del magma: i gas, disciolti inizialmente in soluzione, subiscono una repentina evaporazione, separandosi dal fuso magmatico che, conseguentemente alla variazione della composizione chimica, si trasforma in lava.
I gas liberati dal processo di degassamento sono il vapore acqueo (che genera l'acqua juvenile), CO2, CO, SO2, SO3, Cl2, N2 e gli elementi rari.
La lava ha una temperatura che va dagli 800 ai 1200 °C. Sebbene sia abbastanza viscosa, fino a 100.000 volte la viscosità dell'acqua a seconda della composizione, può scorrere per grandi distanze prima di raffreddarsi e solidificarsi, in funzione delle sue proprietà tissotropiche e reologiche. La lava, solidificandosi, forma rocce ignee effusive.

## Suddivisione chimica delle lave
Le lave possono avere composizioni chimiche molto differenti tra loro. Si possono distinguere, sulla base del loro tenore in silice, tre classi fondamentali:
- Lave acide o sialiche, nel caso abbiano un elevato tenore di silice (e.g.: Riolite, Dacite);
- Lave intermedie, nel caso abbiano un tenore medio di silice (e.g.: Fonolite, Andesite, Hawaiite);
- Lave ultrabasiche, nel caso abbiano un basso tenore di silice (e.g.: Tefrite, Basanite)

La viscosità della lava è influenzata dal tenore in silice. Le lave basiche tendono ad essere meno viscose delle acide ma la viscosità è determinata anche dal tenore in cristalli e in xenoliti. Quando raggiungono la superficie, quelle viscose tendono a stazionare in loco o a formare piccole colate generando duomi o piccole colate. Le lave meno viscose fluiscono facilmente in superficie formando delle colate laviche più o meno estese. Nel caso la lava non riesca a raggiungere la superficie e stazionando si raffredda e degassa sotto la superficie terrestre si può formare un criptoduomo. 

## La solidificazione delle lave

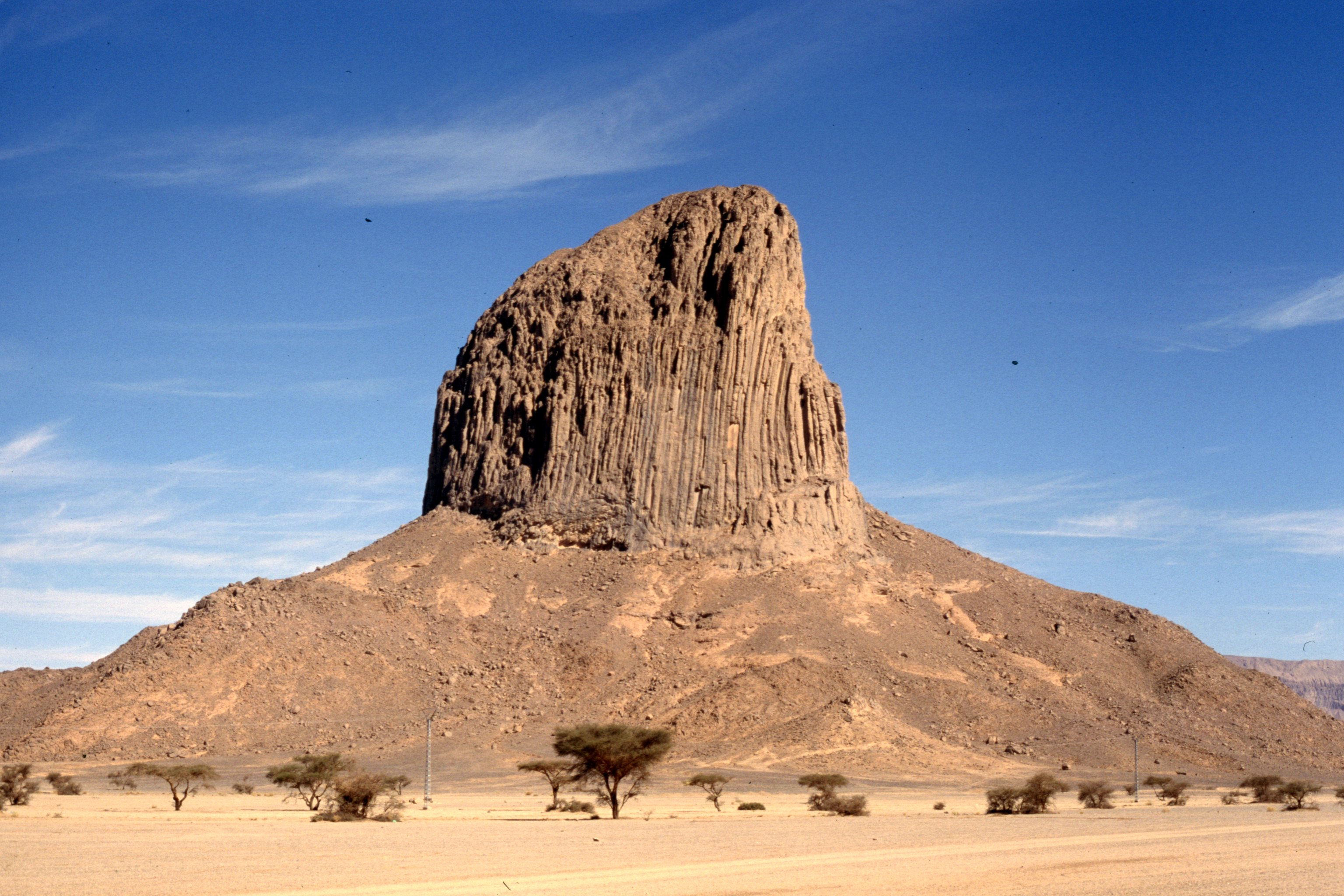
Neck vulcanico a composizione basaltica. Si noti la fessurazione colonnare, dovuta al raffreddamento del corpo (Ahaggar)

Le lave possono, solidificando, portare a molteplici strutture a seconda della velocità con cui si raffreddano e delle caratteristiche dell'ambiente:
- Colate laviche a corda, dette anche  Pahoehoe (ossia "pietre su cui si può camminare") dalle popolazioni hawaiane. Si tratta di lave poco viscose che scorrono facilmente.
- Colate laviche dette aa (ossia "pietre su cui non si può camminare"[3]) dalle popolazioni hawaiane. Si tratta di lave più viscose rispetto a quelle a corda e si riconoscono facilmente per la presenza di uno strato di breccia alla base, generato sul fronte della colata.
- I duomi sono forme localizzate, dell'ordine del centinaio di metri di spessore e larghezza. La lava che li genera è generalmente ad alta viscosità.
- I dicchi sono forme tabulari, profonde, molto estese in lunghezza e poco estese in larghezza. Rappresentano le aree in cui la lava scorreva nel suo percorso di risalita verso la superficie.
- Lave a cuscino (pillow-lavas), quando la lava fuoriesce da sotto la superficie del mare e raffredda velocemente formando ialoclastiti. Il corpo lavico assume una caratteristica forma a cerchi concentrici, detta "a cuscino".

Durante il raffreddamento possono generarsi delle fratture che sono visibili come colonne in sezione verticale e come prismi esagonali o pentagonali sulla superficie della colata. Un esempio tipico sono i basalto colonnari ma sono forme che si possono verificare con lave di ogni composizione chimica.

## Origine del termine
La parola "lava" ha origine dal latino "labes" che significa caduta, scivolamento. Il suo primo uso, collegato con la fuoriuscita di magma, probabilmente è quello che si trova in un breve scritto di Francesco Serao, che riguarda l'eruzione del Vesuvio avvenuta fra il 14 maggio ed il 4 giugno 1737.